# Cima de Nomnom
Cima de Nomnom är en bergstopp i Schweiz.   Den ligger i regionen Moesa och kantonen Graubünden, i den sydöstra delen av landet, 150 km sydost om huvudstaden Bern. Toppen på Cima de Nomnom är 2 633 meter över havet, eller 286 meter över den omgivande terrängen. Bredden vid basen är 1,1 km.
Terrängen runt Cima de Nomnom är huvudsakligen mycket bergig. Närmaste större samhälle är Biasca, 14,6 km väster om Cima de Nomnom. 
I omgivningarna runt Cima de Nomnom växer i huvudsak blandskog. Runt Cima de Nomnom är det glesbefolkat, med 16 invånare per kvadratkilometer.